# Кузмицкас, Бронюс
Бронюс Кузмицкас (лит. Bronius Kuzmickas; 2 декабря 1910, Ковно — 17 января 1966, Данидин) — литовский и советский хоккеист, защитник.

## Биография
Бронюс Кузмицкас родился 2 декабря 1910 года в российском городе Ковно (сейчас Каунас в Литве).
Играл в хоккей с шайбой на позиции защитника. Выступал за каунасские ЛФЛС (1930—1931) и «Спартак» (1940—1941). В 1931 году стал чемпионом Литвы.
В 1938 году в составе сборной Литвы участвовал в чемпионате мира в Праге, где она поделила 10-12-е места. Провёл 4 матча, шайб не забрасывал, набрал 7 штрафных минут.
В 1931 году был призван на военную службу. Окончил военное училище, став лётчиком. Во время Второй мировой войны налетал 414 часов[уточнить].
В 1944 году вступил в Добровольческие силы охраны края, сражавшиеся против Красной Армии.
В 1949 году эмигрировал в Новую Зеландию, поселился в городе Данидин.
Умер 17 января 1966 года в Данидине.

## Семья
Старший брат — Антанас Кузмицкас (1906—?), литовский хоккеист и футболист.
Также имел трёх сестёр.
Был женат, вырастил дочь и сына.